# 浑江

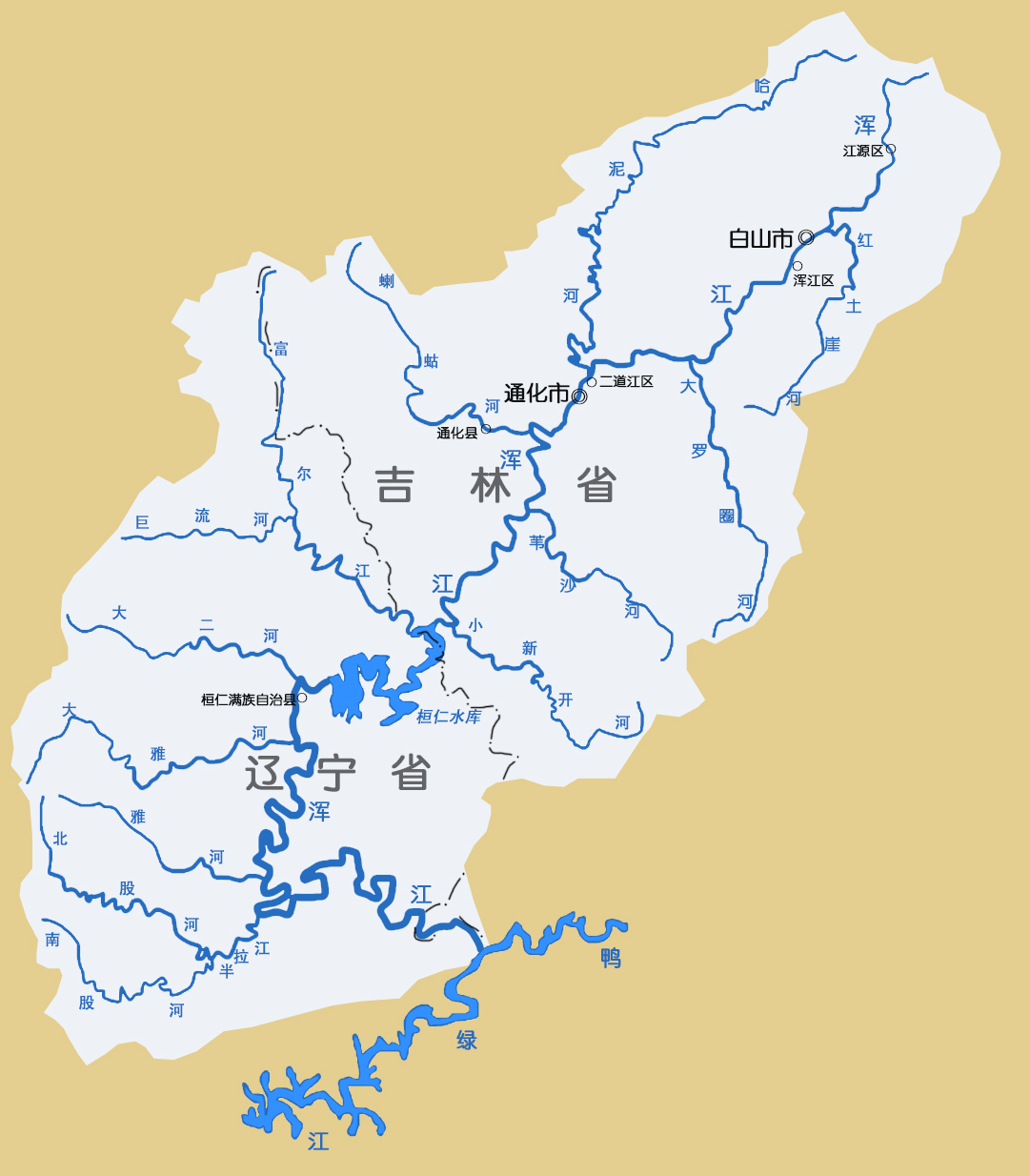
浑江水系示意图

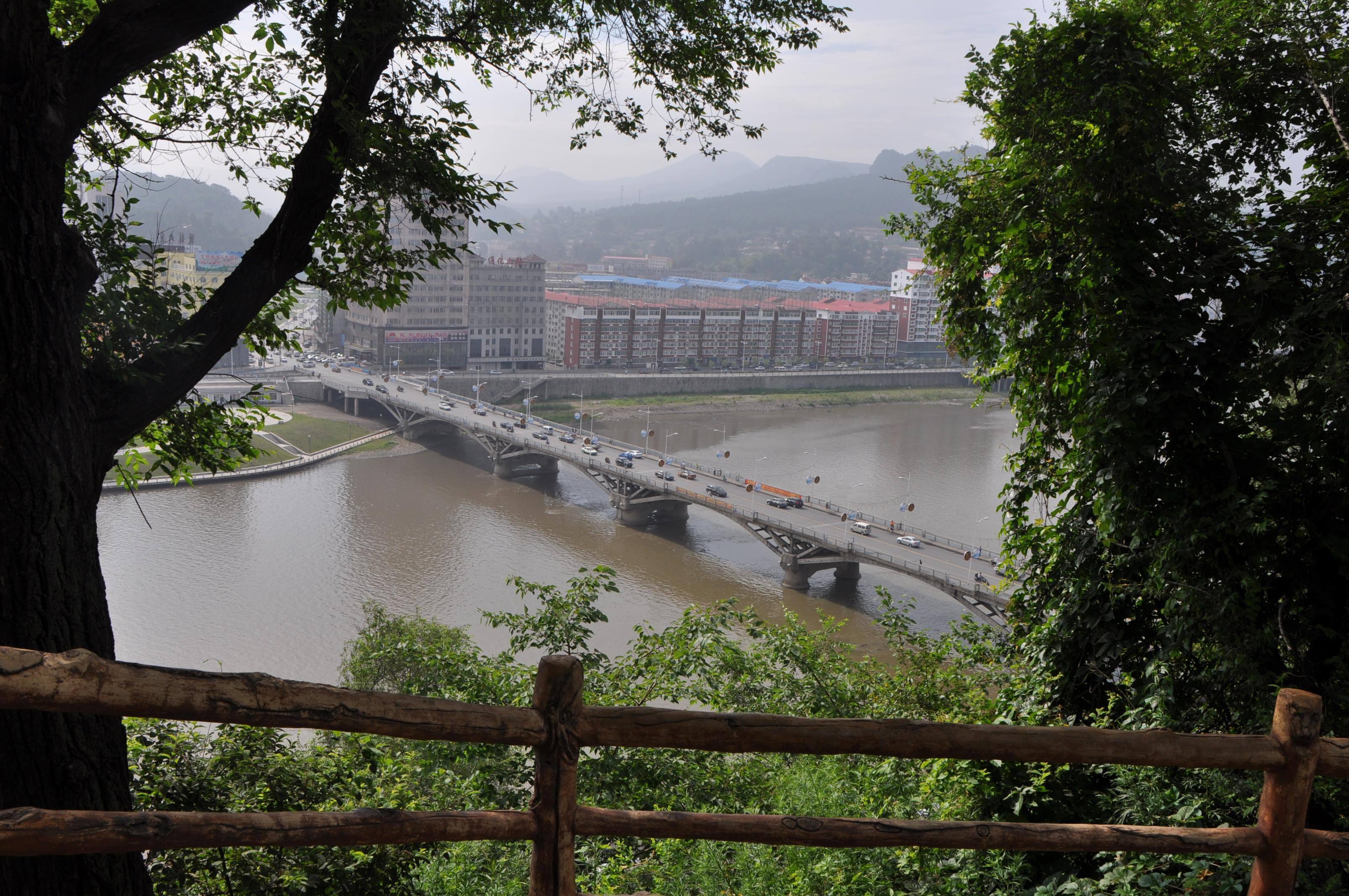
在通化从玉皇山公园俯瞰浑江。

浑江，位于中国东北地区，是鸭绿江右岸中国一侧的最大支流，汉代称盐难水、沸流水，元代称大虫江，明代称婆猪江，清代称佟佳江（转写：Tunggiya ula），别名混江，于民国时期形成今名。

## 概况
浑江发源于白山市江源区正岔街道龙岗山脉羊岔上掌峰东北侧，蜿蜒向西南流经吉林白山浑江区（原八道江区）、通化市二道江区、东昌区、通化县、集安市，辽宁省桓仁满族自治县、宽甸满族自治县，自宽甸下露河朝鲜族乡通江村后扒头起成为辽吉两省界河，最后于宽甸县振江镇浑江村注入鸭绿江。河长446.5千米，河道平均比降1.01‰，流域面积15381平方千米，年均径流量77.3亿立方米。

## 河流水系
浑江流域水系属树枝状河系，支流发达如网，有流域面积大于500平方千米的支流10条：红土崖河、大罗圈河、苇沙河、小新开河、哈泥河、蝲蛄河、富尔江、大二河、大雅河、半拉江。

## 历史
浑江流域在新石器时代晚期就有人类活动。在商、周时代，这里是中国东北原始住民濊貊民族的活动地带。中原文化最晚在战国末期到达浑江流域，沿浑江两岸筑有关隘、烽燧、障塞构成的辽东燕秦汉长城。汉武帝时期，灭卫满朝鲜，设辽东四郡，浑江流域属玄菟郡。
浑江流域是高句丽的发祥地，中游桓仁水库西北岸的五女山城被认为是高句丽第一代王城“纥升骨城”的遗址，是世界文化遗产高句丽王城、王陵及贵族墓葬的一部分。
浑江流域也是满族的兴起之地，明朝初年，女真首领李满住率部从辉发河流域南迁至浑江流域，以地为氏，称佟佳氏，成为后来的滿洲八大姓之一。
浑江两岸有辽东燕秦汉长城遗址群、江沿墓群、自安山城、赤柏松古城、五女山城等历史文化遗迹。

## 气候水文
浑江流域属于中温带湿润性大陆性季风气候。冬季寒冷而漫长，夏季炎热多雨。流域年均气温5.2℃，极端低温-42.2℃（吉林三岔子站），极端高温42℃（辽宁桓仁站）。年均蒸发量685毫米，年均降水量858毫米，降水分布自北向南递增，6～9月的降水总量占年降水量的70%以上。积雪厚度最大可达30厘米。浑江一般11月末至次年3月初为封冻期，河心最大冰厚0.79～1.1米。

## 开发治理
浑江流域现有大型水库4座，中型水库6座，总库容40.57亿立方米。
截止2004年末，已建成湾湾川、龙岗、东江、桓仁、西江、凤鸣、东方红、回龙山、太平哨、双岭、金哨电站，总装机容量591.2兆瓦，占总可开发装机容量644.59兆瓦的91.8%。年发电量16.74亿千瓦时。
干流梯级：   
| 水电站       | 坝高（米） | 正常蓄水位（米） | 库容（亿立方米） |
| ------------ | ---------- | ---------------- | ---------------- |
| 湾湾川水电站 |            |                  |                  |
| 桓仁水电站   | 78.5       | 300.0            | 34.6             |
| 西江水电站   |            |                  |                  |
| 凤鸣水电站   |            |                  |                  |
| 东方红水电站 |            |                  |                  |
| 回龙山水电站 | 33.5       | 221.0            | 1.23             |
| 太平哨水电站 | 44.0       | 191.5            | 2.09             |
| 双岭水电站   | 30.2       |                  | 0.205            |
| 金哨水电站   | 34         |                  | 0.98             |